# Kabylophytoecia cirteensis
Kabylophytoecia cirteensis là một loài bọ cánh cứng trong họ Cerambycidae.